# Kościół św. Jakuba w Więcławicach Starych
Sanktuarium św. Jakuba w Więcławicach Starych – zabytkowy rzymskokatolicki kościół parafialny, znajdujący się w gminie Michałowice, w powiecie krakowskim.
Kościół wraz z dzwonnicą i otoczeniem został wpisany do rejestru zabytków nieruchomych województwa małopolskiego  oraz znajduje się na Szlaku Architektury Drewnianej województwa małopolskiego . Zabytek leży na trasie Małopolskiej Drogi św. Jakuba .

## Historia
Kościół zbudowany w 1748 roku przez cieślę Mateusza Wydolnego, konsekrowany po gruntownej przebudowie w 1757 roku . W 1868 roku dobudowano zakrystię od strony południowej.

## Architektura
Kościół zbudowany z drewna modrzewiowego, na podmurówce, w stylu barokowym. Budynek orientowany, jednonawowy. Prezbiterium prostokątne, zamknięte trójbocznie, nakryte dachem wielospadowym. Nawa nakryta dachem dwuspadowym.

## Otoczenie
- Dzwonnica drewniana o konstrukcji słupowej z 1846 roku[4];
- na dawnym cmentarzu przykościelnym, kamienny nagrobek Hieronima Eustachego i Anny Kihttlów, dziedziców dóbr: Wilczkowice i Masłomiąca, w kształcie sarkofagu z urną, postawiony 20 września 1806 roku[6] .

## Wystrój i wyposażenie
- Trzy ołtarze rokokowe z połowy XVIII wieku[3] ;
- gotycki tryptyk z roku 1477 malowany na deskach, złocony, pochodzi z wawelskiej katedry. Przedstawia św. Mikołaja na tronie i diakonami po bokach (św. Szczepan i św. Wawrzyniec). Na awersach i rewersach skrzydeł święci ukazani parami[2] ;
- późnogotycka kopia rzeźby Matki Bożej z Dzieciątkiem z około 1410 roku. Oryginał przekazany do Muzeum Archidiecezjalnego w Krakowie[4][5];
- na ozdobnie wygiętej belce tęczowej, między pilastrami Grupa Ukrzyżowania[5];
- gotyckie, barokowe i rokokowe ornaty[3] ;
- późnogotycka monstrancja[3] ;
- 4 relikwiarze, w tym późnobarokowy relikwiarz św. Stanisława Biskupa z 1787 roku[3] ;
- chrzcielnica marmurowa z pokrywą mosiężną (ok. 1800 roku)[3] ;
- relikwie św. Jakuba Starszego Apostoła, św. Bartłomieja i św. Jana Pawła II[7].

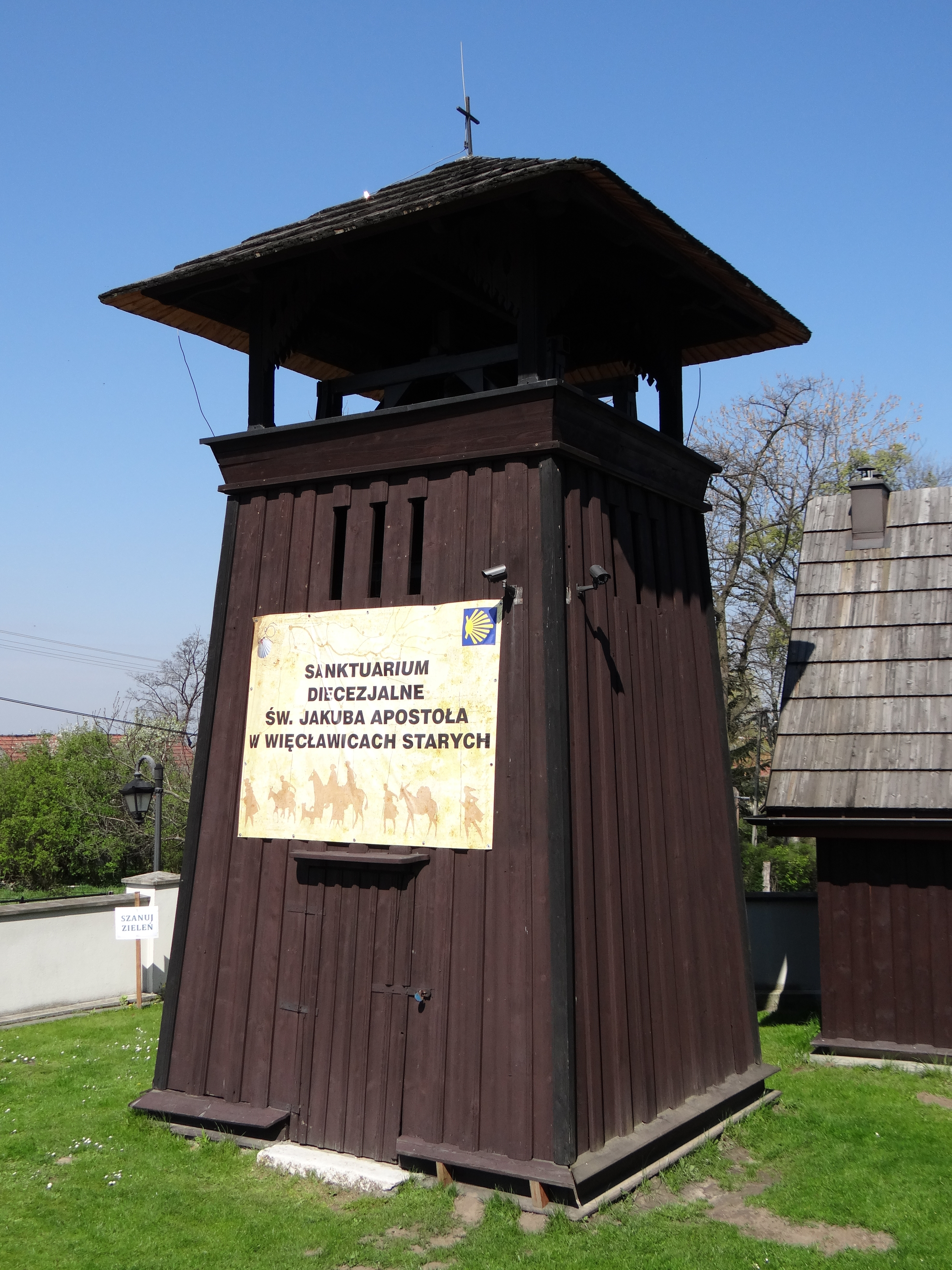
Dzwonnica
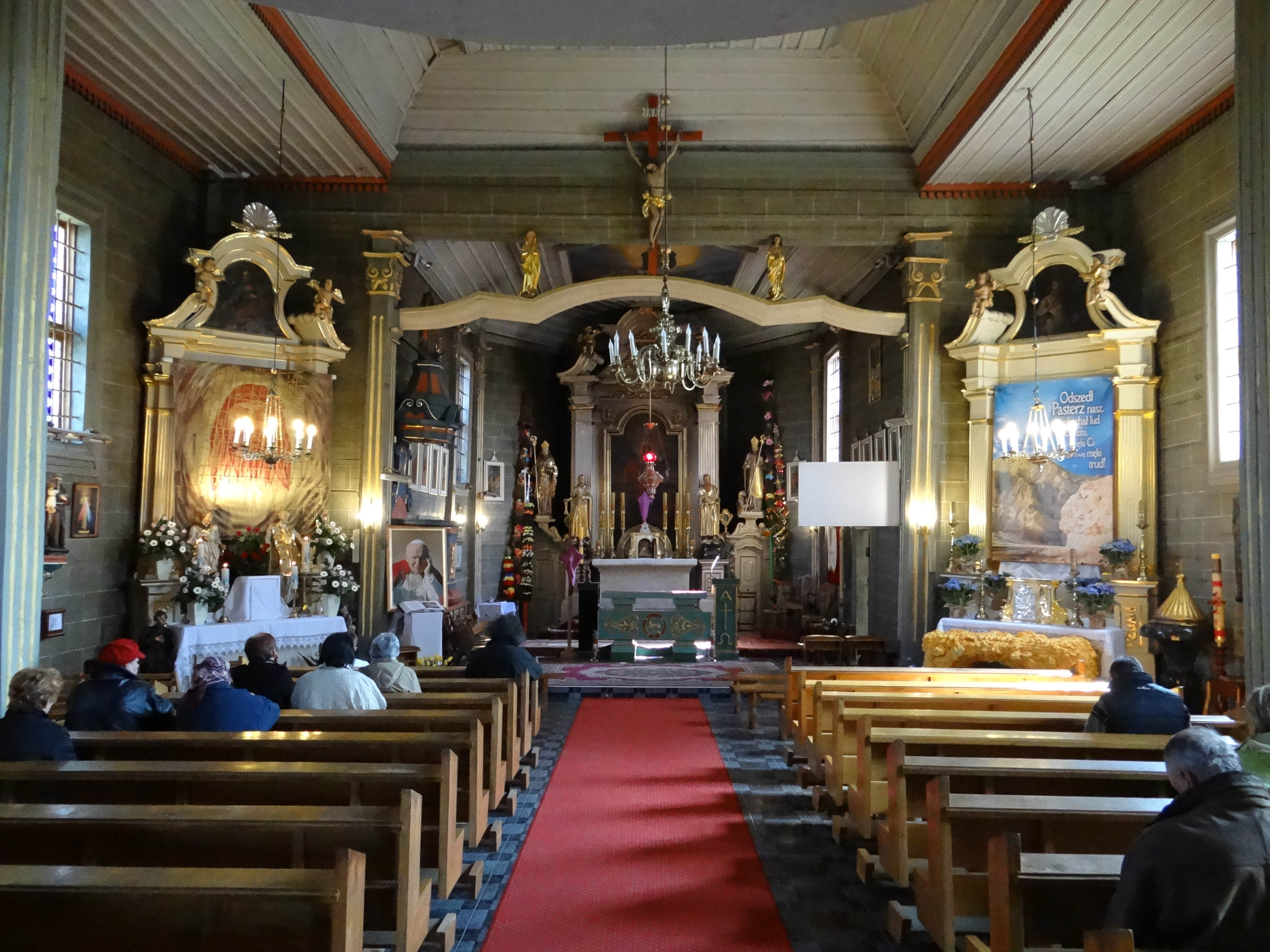
Wnętrze kościoła
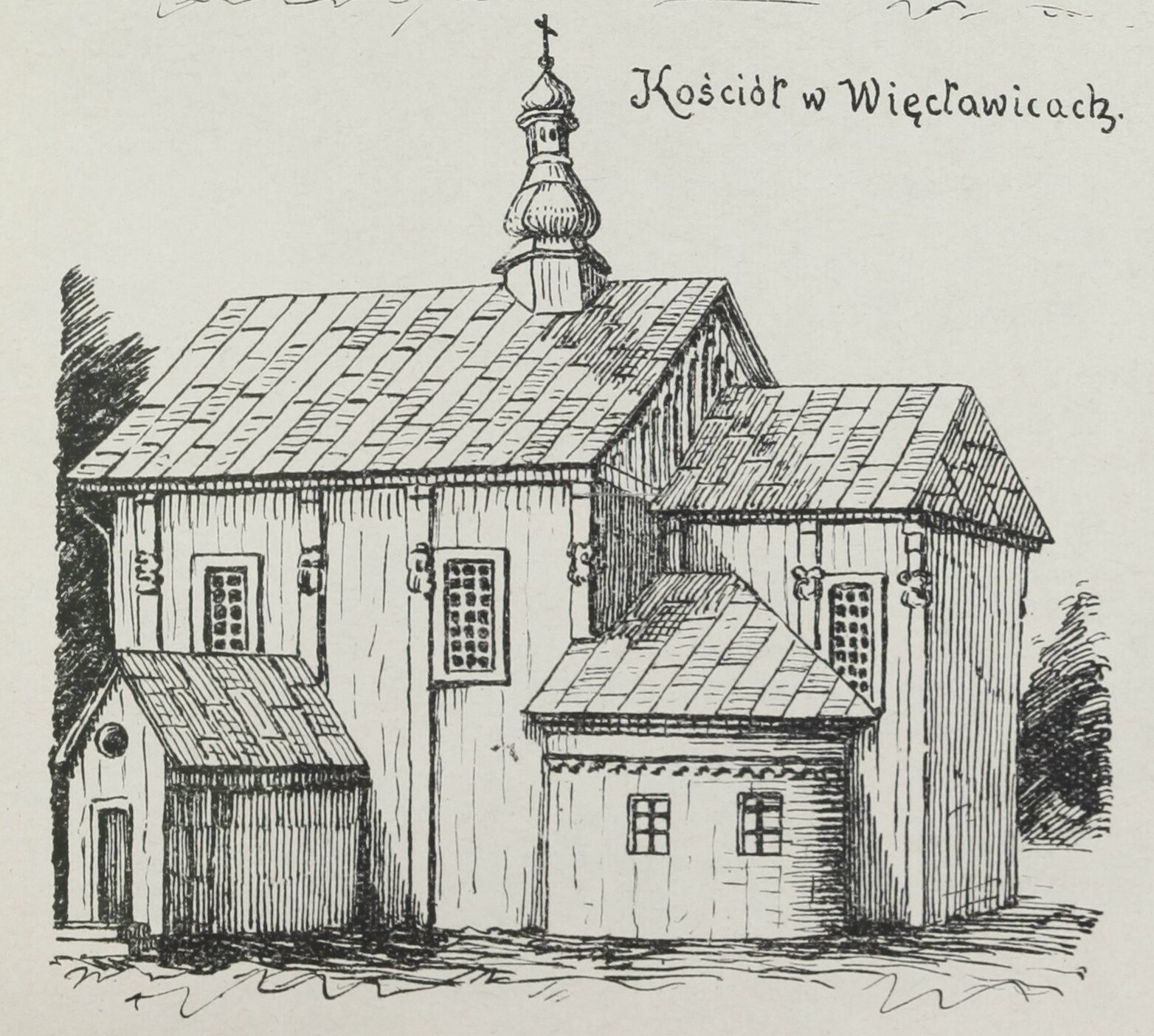
Kościół przed 1917